# Atletiek op de Paralympische Zomerspelen 2024 - Verspringen vrouwen T63
Het verspringen voor vrouwen klasse T63 op de Paralympische Zomerspelen 2024 vond plaats van op 5 september in het Stade de France. Deze klasse is voor atletes met een prothese vanwege een beenamputatie of een beenlengteverschil. Dit is een gecombineerde klasse met T61.  De winnares van 2020 was de Australische Vanessa Low, die in 2024 haar titel wist te prolongeren. Het zilver was voor Martina Caironi uit Italië en de Zwitserse Elena Kratter won de bronzen medaille.

## Records
Voorafgaand aan het toernooi waren dit het wereldrecord en het Paralympisch record.
| Wereldrecord        | T61 | Australië Vanessa Low  | 5,33 | Canberra | 26 januari 2024  |
| Paralympisch record | T61 | Australië Vanessa Low  | 5,28 | Tokio    | 2 september 2021 |
|                     |     |                        |      |          |                  |
| Wereldrecord        | T63 | Italië Martina Caironi | 5,46 | Parijs   | 10 juni 2022     |
| Paralympisch record | T63 | Italië Martina Caironi | 6,11 | Tokio    | 2 september 2021 |

## Uitslag
| Rang   | Atleet                | Atleet | Kl. | #1   | #2   | #3   | #4   | #5   | #6   | Resultaat | Bijz. |
| ------ | --------------------- | ------ | --- | ---- | ---- | ---- | ---- | ---- | ---- | --------- | ----- |
| Goud   | Vanessa Low           | AUS    | T61 | 5,45 | 5,40 | 5,44 | 5,28 | 5,45 | x    | 5,45      | WR    |
| Zilver | Martina Caironi       | ITA    | T63 | x    | 4,63 | 3,52 | x    | 5,06 | x    | 5,06      |       |
| Brons  | Elena Kratter         | SUI    | T63 | 4,66 | 4,80 | 4,83 | 4,70 | 4,77 | 4,61 | 4,83      | SB    |
| 4      | Noelle Lambert        | USA    | T63 | x    | 4,66 | x    | 4,61 | 4,47 | x    | 4,66      |       |
| 5      | Tomomi Tozawa         | JPN    | T63 | 4,46 | x    | 4,58 | x    | 4,53 | x    | 4,58      |       |
| 6      | Kaede Maegawa         | JPN    | T63 | 4,50 | 4,00 | x    | 4,22 | x    | 4,08 | 4,50      |       |
| 7      | Emilie Aaen           | DEN    | T63 | 4,16 | 4,43 | 4,14 | 4,20 | 4,48 | 4,28 | 4,48      |       |
| 8      | Lindi Marcusen        | USA    | T63 | 4,17 | 4,09 | 4,37 | 4,37 | 3,97 | x    | 4,37      |       |
| 9      | Desiree Vila-Bargiela | ESP    | T63 | x    | x    | 3,98 |      |      |      | 3,98      |       |